# Pirén
En la mitología griega Pirén (Πειρῆνα Peirena, o Πειρῆνος Peirenos) es un personaje secundario que pertenece a la genealogía argiva y es un descendiente de Foroneo. Cada autor lo menciona con grafías diferentes: Pirén, Pirante, Piranto o Píraso. Todos tienen en común que siempre aparecen como hijo de Argos, el rey epónimo.
Hesíodo da la mención más antigua. En el Catálogo de mujeres es imaginado como padre de Ío, la primera sacerdotisa de Hera, que fue convertida en vaca. Otros dicen que se llamaba Calitía, o Caliciesa, y que era sacerdotisa de Atenea.
Apolodoro lo llama Pirante y añade su filiación materna, Evadne, una náyade del Estrimón. Higino lo llama Piranto pero coincide en lo demás con Apolodoro. Por su esposa Calírroe fue padre de Tríopas, Argos y Arestórida. No obstante el texto de Higino está corrupto y confunde personajes de la misma genealogía. Al menos los hermanos de Pirante fueron Écbaso, Críaso y el epónimo Epidauro.
Pausanias dice que se llama Peiraso o Píraso y su madre fue Ismene, hija de Asopo. Su hermano es Forbante.
Sólo en una excepción la grafía Piro o Peiro corresponde al hijo del epónimo Fénix, que probablemente también estuviera vinculado a la estirpe agiva.
| Nombre            | Apolodoro | Apolodoro | Higino | Pausanias | Eusebio |
| ----------------- | --------- | --------- | ------ | --------- | ------- |
| Piraso            | X         |           |        |           |         |
| Pirén             |           | X         |        |           |         |
| Piranto           |           |           | X      |           |         |
| Peiraso o Píraso  |           |           |        | X         |         |
| Peiras o Pirante  |           |           |        |           | X       |
| PADRES            |           |           |        |           |         |
| Argos y Evadne    | X         |           | X      |           |         |
| Argos             |           |           |        | X         |         |
| HERMANOS          |           |           |        |           |         |
| Écbaso            | X         |           | X      |           |         |
| Epidauro          | X         |           |        | X         |         |
| Criaso o Críaso   | X         |           | X      |           |         |
| Forbas o Forbante |           |           |        | X         |         |
| Tirin o Tirinto   |           |           |        | X         |         |
| ESPOSA            |           |           |        |           |         |
| Calírroe          |           |           | X      |           |         |
| HIJOS             |           |           |        |           |         |
| Ío                |           | X         |        |           |         |
| Argos             |           |           | X      |           |         |
| Arestoride        |           |           | X      |           |         |
| Tríopas           |           |           | X      |           |         |
| Calitía           |           |           |        |           | X       |